# Вардоми
Вардоми (пол. Wardomy, нім. Wordommen) — село в Польщі, у гміні Бартошиці Бартошицького повіту Вармінсько-Мазурського воєводства.
Населення — 85 осіб (2011).

## Демографія
Демографічна структура станом на 31 березня 2011 року:
|          | Загалом | Допрацездатний вік | Працездатний вік | Постпрацездатний вік |
| -------- | ------- | ------------------ | ---------------- | -------------------- |
| Чоловіки | 43      | 12                 | 29               | 2                    |
| Жінки    | 42      | 15                 | 21               | 6                    |
| Разом    | 85      | 27                 | 50               | 8                    |